# Angelo Muscat
Pour les articles homonymes, voir Muscat (homonymie).
Angelo Muscat est un comédien maltais, né à Malte le 24 septembre 1930 et mort à Londres le 10 octobre 1977.

## Biographie
Principalement connu pour son rôle de majordome muet de 130 cm dans la série Le Prisonnier de 1967, il a joué dans 14 des 17 épisodes de cette série britannique.
Son hobby était de fabriquer des cages à oiseaux décorées. Chaque année, le 10 octobre, un petit groupe de passionnés surnommés les FOAM (Friends of Angelo Muscat) lui rend hommage.

## Filmographie

### Cinéma
- 1966 : The Wednesday Play
- 1967: Magical Mystery Tour
- 1971 : Charlie et la Chocolaterie (Willy Wonka & the Chocolate Factory) de Mel Stuart : Oompa-Loompa

### Télévision
- 1965 : Doctor Who (Doctor Who) : Galaxy 4 Les Chumbley (4 épisodes)
- 1967-1968 : Le Prisonnier (The Prisoner) : le majordome (14 épisodes)